# Старуха (озеро, Наровлянський район)
Старуха (біл. Старуха) — озеро в Наровлянському районі Гомельської області Білорусі на правобережній заплаві річки Прип'ять, за 7 км на південний схід від міста Наровля, біля села Конотоп.
Площа поверхні 0,42 км². Довжина 3,07 км. Найбільша ширина 0,15 км. Довжина берегової лінії 7,3 км. Котловина озера є частиною староріччя Прип'яті, серпоподібної форми, сильно витягнута. Схили котловини заввишки 2—3 м, під чагарниками. Берегова лінія слабозвилиста. Береги низькі, висотою 0,2 м. Протоками з'єднане з озером Березовий Старий і річкою Прип'ять.
В озері водяться щука звичайна, лящ, плоскирка, плітка, краснопірка, лин, в'юн звичайний, окунь, судак та інші види риб. Росте водяний горіх плавучий, занесений до Червоної книги Республіки Білорусь.